# UCI ProTour 2006
L'edició del 2006 de l'UCI ProTour va ser la segona edició d'aquesta competició introduïda per la Unió Ciclista Internacional per substituir l'antiga Copa del Món UCI. Com havia passat la temporada anterior amb Danilo Di Luca, el ciclista que liderava la classificació després de la Fletxa Valona, l'espanyol Alejandro Valverde, va conservar el lideratge fins al final. El Team CSC va defensar el seu títol de campió per equips i Espanya va guanyar la classificació per nacions.

## Equips de l'UCI ProTour 2006
De cara al 2006, els equips AG2R Prévoyance i Milram van substituir els l'equip Fassa Bortolo i Domina Vacanze-De Nardi dissolts a la fi de la temporada 2005
| Codi | Equip                          | País         |
| ---- | ------------------------------ | ------------ |
| A2R  | AG2R Prévoyance                | França       |
| BTL  | Bouygues Telecom               | França       |
| CEI  | Caisse d'Epargne-Illes Balears | Espanya      |
| COF  | Cofidis                        | França       |
| CRE  | Crédit Agricole                | França       |
| CSC  | Team CSC                       | Dinamarca    |
| DVL  | Davitamon-Lotto                | Bèlgica      |
| DSC  | Discovery Channel              | Estats Units |
| EUS  | Euskaltel-Euskadi              | Espanya      |
| FDJ  | Française des Jeux             | França       |

| Codi | Equip                  | País          |
| ---- | ---------------------- | ------------- |
| GST  | Gerolsteiner           | Alemanya      |
| LAM  | Lampre-Fondital        | Itàlia        |
| LSW  | Liberty Seguros-Würth* | Espanya       |
| LIQ  | Liquigas               | Itàlia        |
| MRM  | Milram                 | Itàlia        |
| PHO  | Phonak Hearing Systems | Suïssa        |
| QST  | Quick Step-Innergetic  | Bèlgica       |
| RAB  | Rabobank               | Països Baixos |
| SDV  | Saunier Duval-Prodir   | Espanya       |
| TMO  | T-Mobile Team          | Alemanya      |

- Després que el director esportiu Manolo Saiz fos detingut en relació amb un afer de dopatge, Liberty Seguros va retirar el seu patrocini. Més endavant, Astanà, capital del Kazakhstan, va prendre el seu lloc com a patrocinador principal.

## Calendari de l'UCI ProTour 2006
| Cursa                     | Guanyador                        | Equip                          |
| ------------------------- | -------------------------------- | ------------------------------ |
| París-Niça                | Floyd Landis (USA)               | Phonak Hearing Systems         |
| Tirreno-Adriatico         | Thomas Dekker (NED)              | Rabobank                       |
| Milà-Sanremo              | Filippo Pozzato (ITA)            | Quick Step-Innergetic          |
| Tour de Flandes           | Tom Boonen (BEL)                 | Quick Step-Innergetic          |
| Volta al País Basc        | José Ángel Gómez Marchante (ESP) | Saunier Duval-Prodir           |
| Gand-Wevelgem             | Thor Hushovd (NOR)               | Crédit Agricole                |
| París-Roubaix             | Fabian Cancellara (SUI)          | Team CSC                       |
| Amstel Gold Race          | Fränk Schleck (LUX)              | Team CSC                       |
| La Fletxa Valona          | Alejandro Valverde (ESP)         | Caisse d'Epargne-Illes Balears |
| Lieja-Bastogne-Lieja      | Alejandro Valverde (ESP)         | Caisse d'Epargne-Illes Balears |
| Tour de Romandia          | Cadel Evans (AUS)                | Davitamon-Lotto                |
| Giro d'Itàlia             | Ivan Basso (ITA)                 | Team CSC                       |
| Volta a Catalunya         | David Cañada (ESP)               | Saunier Duval-Prodir           |
| Dauphiné Libéré           | Levi Leipheimer (USA)            | Gerolsteiner                   |
| Volta a Suïssa            | Jan Ullrich (GER)                | T-Mobile Team                  |
| CRE Eindhoven             | Team CSC (DEN)                   | Dinamarca                      |
| Tour de França            | Floyd Landis (USA)               | Phonak Hearing Systems         |
| Vattenfall Cyclassics     | Óscar Freire (ESP)               | Rabobank                       |
| Volta a Alemanya          | Jens Voigt (GER)                 | Team CSC                       |
| Clàssica de Sant Sebastià | Xavier Florencio (CAT)           | Bouygues Telecom               |
| Tour del Benelux          | Stefan Schumacher (GER)          | Gerolsteiner                   |
| Volta a Espanya           | Aleksandr Vinokúrov (KAZ)        | Astana                         |
| GP Ouest France-Plouay    | Vincenzo Nibali (ITA)            | Liquigas                       |
| Volta a Polònia           | Stefan Schumacher (GER)          | Gerolsteiner                   |
| Campionat de Zuric        | Samuel Sánchez (ESP)             | Euskaltel-Euskadi              |
| París-Tours               | Frédéric Guesdon (FRA)           | Française des Jeux             |
| Volta a Llombardia        | Paolo Bettini (ITA)              | Quick Step-Innergetic          |

## Classificacions
|    | Ciclista            | Equip                          | Punts     |
| -- | ------------------- | ------------------------------ | --------- |
| 1  | Alejandro Valverde  | Caisse d'Epargne-Illes Balears | 285 punts |
| 2  | Samuel Sánchez      | Euskaltel-Euskadi              | 213 punts |
| 3  | Fränk Schleck       | Team CSC                       | 165 punts |
| 4  | Cadel Evans         | Davitamon-Lotto                | 162 punts |
| 5  | Andrey Kaxetxkin    | Astana                         | 156 punts |
| 6  | Alessandro Ballan   | Lampre-Fondital                | 155 punts |
| 7  | Tom Boonen          | Quick Step-Innergetic          | 154 punts |
| 8  | Paolo Bettini       | Quick Step-Innergetic          | 144 punts |
| 9  | Ivan Basso          | Team CSC                       | 138 punts |
| 10 | Stefan Schumacher   | Gerolsteiner                   | 133 punts |
| 11 | Thor Hushovd        | Credit Agricole                | 124 punts |
| 12 | Aleksandr Vinokúrov | Astana-Würth Team              | 121 punts |
| 13 | Christophe Moreau   | AG2R Prevoyance                | 118 punts |
| 14 | George Hincapie     | Discovery Channel              | 117 punts |
| 15 | Michael Boogerd     | Rabobank                       | 115 punts |
| 16 | Levi Leipheimer     | Gerolsteiner                   | 114 punts |
| 17 | Carlos Sastre       | Team CSC                       | 114 punts |
| 18 | Jörg Jaksche        | Astana-Würth Team              | 110 punts |
| 19 | Filippo Pozzato     | Quick Step-Innergetic          | 108 punts |
| 20 | Fabian Cancellara   | Team CSC                       | 106 punts |

|    | Equip                          | País          | Punts     |
| -- | ------------------------------ | ------------- | --------- |
| 1  | Team CSC                       | Dinamarca     | 388 punts |
| 2  | Caisse d'Epargne-Illes Balears | Espanya       | 350 punts |
| 3  | Rabobank                       | Països Baixos | 346 punts |
| 4  | Discovery Channel              | Estats Units  | 327 punts |
| 5  | Lampre-Fondital                | Itàlia        | 327 punts |
| 6  | Gerolsteiner                   | Alemanya      | 294 punts |
| 7  | Phonak Hearing Systems         | Suïssa        | 270 punts |
| 8  | T-Mobile Team                  | Alemanya      | 269 punts |
| 9  | Saunier Duval-Prodir           | Espanya       | 268 punts |
| 10 | Astana-Würth Team              | Espanya       | 258 punts |
| 11 | Crédit Agricole                | França        | 253 punts |
| 12 | Cofidis                        | França        | 249 punts |
| 13 | Quick Step-Innergetic          | Bèlgica       | 248 punts |
| 14 | Liquigas                       | Itàlia        | 247 punts |
| 15 | AG2R Prévoyance                | França        | 219 punts |
| 16 | Davitamon-Lotto                | Bèlgica       | 214 punts |
| 17 | Euskaltel-Euskadi              | Espanya       | 208 punts |
| 18 | Milram                         | Itàlia        | 185 punts |
| 19 | Bouygues Telecom               | França        | 184 punts |
| 20 | Française des Jeux             | França        | 173 punts |

### Països
|    | País          | Punts     |
| -- | ------------- | --------- |
| 1  | Espanya       | 808 punts |
| 2  | Itàlia        | 651 punts |
| 3  | Alemanya      | 475 punts |
| 4  | Austràlia     | 340 punts |
| 5  | Estats Units  | 316 punts |
| 6  | Bèlgica       | 292 punts |
| 7  | Kazakhstan    | 286 punts |
| 8  | França        | 271 punts |
| 9  | Països Baixos | 269 punts |
| 10 | Rússia        | 234 punts |